# Thanh tra Bộ Công an (Việt Nam)
Thanh tra Bộ Công an trực thuộc Bộ Công an Việt Nam chịu sự chỉ đạo, điều hành trực tiếp của Bộ trưởng Bộ Công an và chịu sự chỉ đạo về công tác, hướng dẫn về nghiệp vụ thanh tra của Thanh tra Chính phủ; có trách nhiệm giúp Bộ trưởng Bộ Công an quản lý nhà nước về công tác thanh tra, giải quyết khiếu nại, tố cáo, tiếp công dân, phòng, chống tham nhũng, lãng phí trong Công an nhân dân; tiến hành thanh tra hành chính đối với cơ quan, tổ chức, cá nhân thuộc phạm vi quản lý của Bộ Công an; thanh tra chuyên ngành đối với cơ quan, tổ chức, cá nhân thuộc phạm vi quản lý nhà nước về bảo vệ an ninh quốc gia, giữ gìn trật tự, an toàn xã hội; giải quyết khiếu nại, tố cáo, tiếp công dân, phòng, chống tham nhũng, lãng phí theo quy định của pháp luật.

## Quá trình phát triển
Trong kháng chiến chống Pháp, tổ chức bộ máy của Công an chưa có lực lượng thanh tra, các hoạt động thanh tra được tiến hành và do lãnh đạo Công an các cấp trực tiếp thực hiện hoặc cử cán bộ thực hiện.
Những năm 60 của thế kỷ XX, trong bối cảnh cả nước tập trung sức người, sức của cho sự nghiệp kháng chiến chống Mỹ cứu nước, ngày 28/5/1967, Bộ trưởng Bộ Công an Trần Quốc Hoàn đã ký Quyết định số 295/BCA thành lập Ban Thanh tra Bộ Công an với nhiệm vụ: "Giúp Bộ trưởng trong việc phát huy dân chủ, củng cố đoàn kết nội bộ, tăng cường giữ gìn kỷ luật trong lực lượng CAND; bảo đảm chấp hành nghiêm các chủ trương, chính sách của Đảng, các chế độ và pháp luật của Nhà nước, thực hiện tốt các quy định của Bộ trưởng trong toàn ngành Công an". Sự kiện này đánh dấu sự ra đời và trở thành Ngày Truyền thống của lực lượng Thanh tra Công an nhân dân.
Thực hiện đường lối đổi mới theo Nghị quyết Đại hội lần thứ VI của Đảng, Bộ trưởng Bộ Nội vụ (nay là Bộ Công an) đã ra Chỉ thị số 11/BNV ngày 10/7/1987 về việc hưởng ứng "những việc cần làm ngay", chỉ đạo Công an các cấp phải có kế hoạch tổ chức tiếp dân hiệu quả, tập trung giải quyết tốt đơn thư khiếu nại, tố cáo, nhất là khiếu nại về bắt, giam, thu giữ tài sản, cải tiến việc đăng ký hộ khẩu... không để kéo dài làm ảnh hưởng đến uy tín của lực lượng Công an.
Ngày 3/7/1989, Bộ trưởng đã ký Quyết định số 686/QĐ-BNV chuyển Ban Thanh tra trực thuộc Tổng cục Xây dựng lực lượng CAND thành Ban Thanh tra trực thuộc Bộ trưởng. Ngày 9/12/1989, Bộ trưởng ký Quyết định số 174/QĐ-BNV quy định chức năng, nhiệm vụ, quyền hạn và tổ chức của Ban Thanh tra Bộ Công an, bổ sung nhiệm vụ thanh tra theo chức năng quản lý Nhà nước....

## Lãnh đạo hiện nay
| Lãnh đạo Thanh tra Công an nhân dân Việt Nam \| Chánh Thanh tra Phó Chánh Thanh tra \| Thiếu tướng Bùi Quang Thanh Thiêú tướng Nguyễn Ngọc Hiếu Thiếu tướng Lê Thanh Hải Thiếu tướng Nguyễn Xuân Hồng Thiếu tướng Tạ Quang Huy Đại tá Lương Ngọc Dùng Đại tá Trần Văn Thư Đại tá Phan Thị Loan \| | |
| Chánh Thanh tra Phó Chánh Thanh tra | Thiếu tướng Bùi Quang Thanh Thiêú tướng Nguyễn Ngọc Hiếu Thiếu tướng Lê Thanh Hải Thiếu tướng Nguyễn Xuân Hồng Thiếu tướng Tạ Quang Huy Đại tá Lương Ngọc Dùng Đại tá Trần Văn Thư Đại tá Phan Thị Loan |

## Tổ chức chính quyền

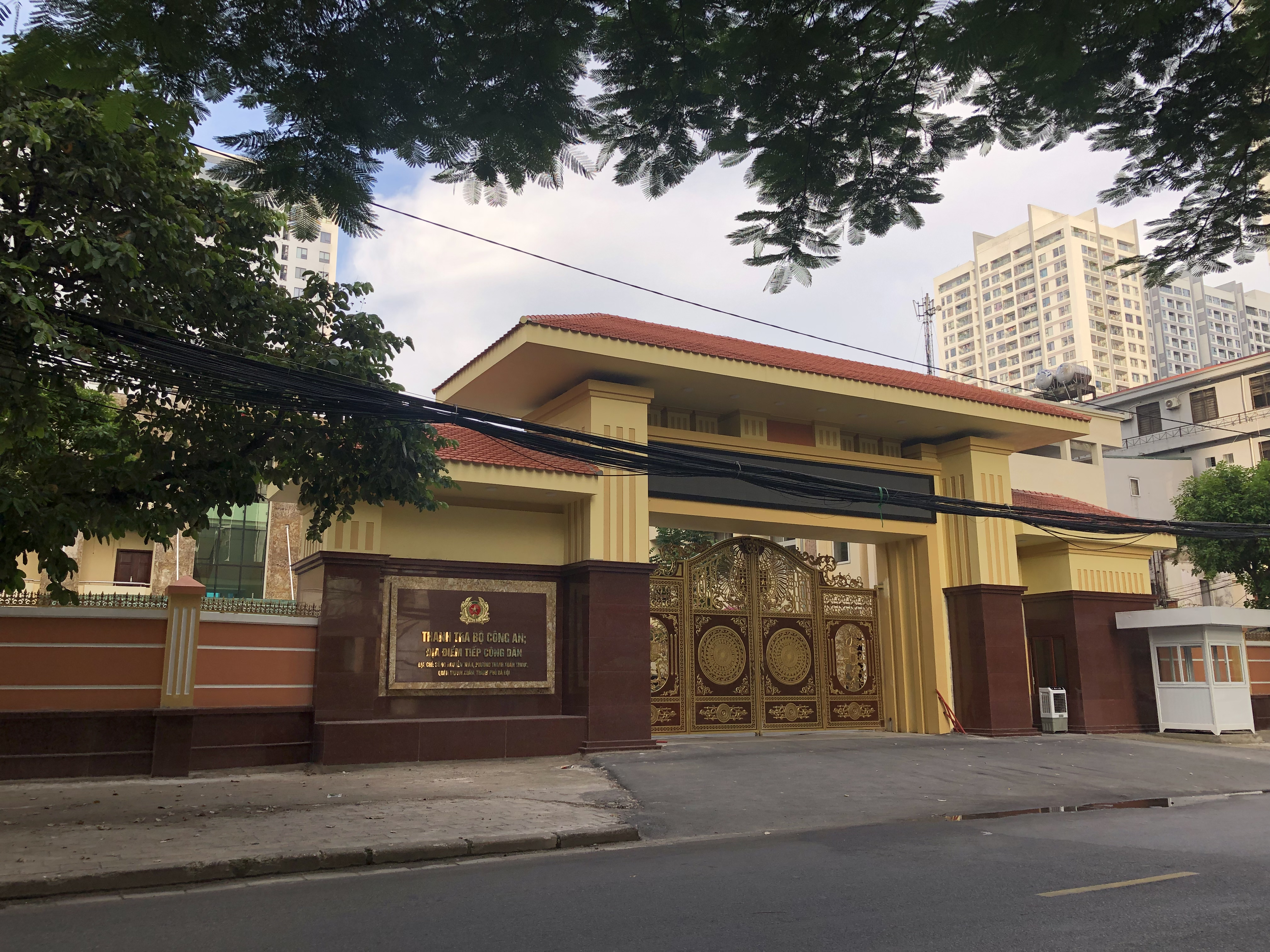
Trụ sở Thanh tra Bộ Công an tại Số 99, phố Nguyễn Tuân, phường Thanh Xuân, thành phố Hà Nội

### Cơ quan trực thuộc
- Phòng Tổng hợp (Phòng 1)
- Phòng Thanh tra giải quyết khiếu nại, tố cáo thuộc cơ quan Bộ Công an (Phòng 2)
- Phòng Thanh tra giải quyết khiếu nại, tố cáo thuộc Công an địa phương (Phòng 3)
- Phòng Thanh tra việc thực hiện chính sách, pháp luật, nghiệp vụ công tác trong lực lượng Công an nhân dân (Phòng 4)
- Phòng Thanh tra việc chấp hành pháp luật chuyên ngành quản lý nhà nước về an ninh, trật tự (Phòng 5)
- Phòng Tiếp công dân và xử lý đơn thư (Phòng 6)
- Phòng Phòng chống tham nhũng (Văn phòng Ban Chỉ đạo phòng, chống tham nhũng, thực hành tiết kiệm và chống lãng phí trong Công an nhân dân) (Phòng 7)
- Phòng Giám sát, thẩm định và xử lý sau thanh tra (Phòng 8)

### Cơ quan Thanh tra trong Công an nhân dân
- Thanh tra Bộ Công an[3]
- Thanh tra Công an tỉnh, thành phố trực thuộc Trung ương[3]
- Thanh tra Cục Cảnh sát quản lý trại giam, cơ sở giáo dục bắt buộc, trường giáo dưỡng[3]

## Khen thưởng
- Huân chương Quân công hạng Nhì (năm 1995)
- Huân chương Quân công hạng Nhất (năm 1997, 2012)
- Huân chương Độc lập hạng Ba (năm 2002)
- Huân chương Hồ Chí Minh (năm 2007)
- Huân chương Bảo vệ Tổ quốc hạng Nhất (năm 2017)
- Huân chương Lao động hạng Ba (năm 2020)
- Huân chương Bảo vệ Tổ quốc hạng Nhì (năm 2022)[1]

## Lãnh đạo Thanh tra Công an nhân dân qua các thời kỳ

### Chánh Thanh tra qua các thời kỳ
| Họ và tên       | Cấp bậc     | Đảm nhiệm từ     | Ghi chú |
| --------------- | ----------- | ---------------- | --- |
| Phan Văn Lai    | Thiếu tướng | 1990 -           | - Được tặng Danh hiệu Anh hùng Lực lượng vũ trang nhân dân (năm 2016) - nguyên Phó Tổng cục trưởng Tổng cục Xây dựng lực lượng Công an nhân dân kiêm Trưởng ban Thanh tra Bộ Công an  |
| Nguyễn Huy Tần  | Đại tá      | - 2006           | |
| Trần Văn Thanh  | Thiếu tướng | 2006 - 2008      | - nguyên Giám đốc Công an thành phố Đà Nẵng - Vụ án tướng Trần Văn Thanh |
| Nguyễn Thế Báu  | Trung tướng | 2008 - 2013      | - nguyên Phó Chánh Thanh tra Bộ Công an |
| Nguyễn Văn Lưu  | Trung tướng | 2013 - 2018      | - nguyên Phó Chánh Thanh tra Bộ Công an |
| Đỗ Văn Hoành    | Thiếu tướng | 10.2018 - 1.2020 | - Trực tiếp chỉ đạo phá đường dây đánh bạc nghìn tỉ do Trung tướng Phan Văn Vĩnh và Thiếu tướng Nguyễn Thanh Hóa bảo kê - nguyên Chánh Văn phòng Cơ quan Cảnh sát điều tra Bộ Công an |
| Trần Đức Tuấn   | Trung tướng | 1.2020 - 6.2025  | - nguyên Phó Chánh Văn phòng Bộ Công an |
| Bùi Quang Thanh | Thiếu tướng | 6.2025 - nay     | - nguyên Giám đốc Công an tỉnh Nghệ An |

### Phó Chánh Thanh tra qua các thời kỳ
| Họ và tên        | Cấp bậc     | Đảm nhiệm từ    | Ghi chú |
| ---------------- | ----------- | --------------- | --- |
| Phan Văn Đông    | Thiếu tướng | - 2012          | |
| Hoàng Duy Hòa    | Thiếu tướng | 8.2010 - 5.2018 | |
| Đặng Văn Chấn    | Thiếu tướng | 2011 - 2014     | hiện là Phó Chủ nhiệm Ủy ban Kiểm tra Đảng ủy Công an Trung ương                                                            |
| Vương Xuân Đồng  | Thiếu tướng | 5.2012 - 2019   | |
| Phạm Lê Xuất     | Thiếu tướng | 2013 - 2019     | |
| Nguyễn Hữu Tiếp  | Thiếu tướng | - 6.2018        | |
| Nguyễn Xuân Lâm  | Thiếu tướng | 5.2015 - 2019   | - trước khi được bổ nhiệm Phó Chánh Thanh tra Bộ, ông là Giám đốc Công an tỉnh Nghệ An                                      |
| Nguyễn Thế Sang  | Thiếu tướng | 2.2016 - 2019   | - trước khi được bổ nhiệm Phó Chánh Thanh tra Bộ, ông là Phó Cục trưởng Cục Cảnh sát Phòng cháy chữa cháy và Cứu nạn cứu hộ |
| Trần Văn Thư     | Đại tá      | - nay           | |
| Trần Hải Quân    | Đại tá      | 5.2018 - 7.2019 | - Giám đốc Công an tỉnh Quảng Bình từ 1.7.2019 - Hiện là Trung tướng, Tư lệnh Bộ Tư lệnh Cảnh vệ                            |
| Nguyễn Ngọc Hiếu | Thiếu tướng | 11.2018 - nay   | |
| Phan Xuân Sơn    | Thiếu tướng | 7.2019 - 9.2020 | - trước khi được bổ nhiệm Phó Chánh Thanh tra Bộ, ông là Phó Tổng cục trưởng Tổng cục VIII                                  |
| Lê Thanh Hải     | Thiếu tướng | 7.2019 - nay    | - trước khi được bổ nhiệm Phó Chánh Thanh tra Bộ, ông là Phó Giám đốc Công an thành phố Đà Nẵng                             |
| Lương Ngọc Dùng  | Đại tá      | - nay           | |
| Nguyễn Xuân Hồng | Thiếu tướng | 5.2020 - nay    | - trước khi được bổ nhiệm Phó Chánh Thanh tra Bộ, ông là Phó Giám đốc Công an tỉnh Phú Yên                                  |
| Phạm Hồng Tuyến  | Đại tá      | 5.2020 - 2022   | - trước khi được bổ nhiệm Phó Chánh Thanh tra Bộ, ông là Giám đốc Công an tỉnh Hòa Bình                                     |